# Millgrove
Millgrove – miasto w Australii, w stanie Wiktoria.